# Illice striata
Illice striata là một loài bướm đêm thuộc phân họ Arctiinae, họ Erebidae.